# Cimetière des Innocents

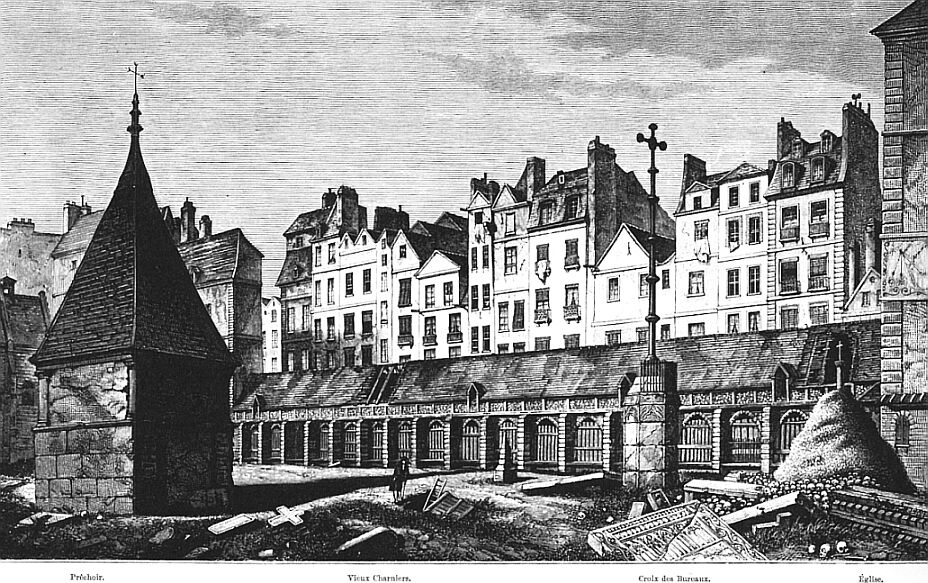
Het Cimetière des Innocents op een oude gravure

Het Cimetière des Innocents (Nederlands: Begraafplaats van de Onschuldige Kinderen (zie ook Kindermoord van Bethlehem)) was een begraafplaats te Parijs die werd gesloten aan het eind van de 18e eeuw. In de middeleeuwen was het Cimetière des Innocents de enige grote begraafplaats in Parijs. Ze lag waar nu Les Halles zich bevinden ongeveer waar nu de Place Joachim-du-Bellay is.
Des Innocents lag midden in de stad, zoals alle kerkhoven in het oude Europa. Het had de bijnaam mange-chair (vleeseter), omdat lichamen, zo ging het verhaal, er in een mum van tijd tot ontbinding overgingen (negen dagen volgens de overlevering). Er werd (toentertijd) in massagraven begraven, later werden de beenderen weer opgegraven en naar een knekelhuis overgebracht. Het was nauwelijks herkenbaar als begraafplaats omdat grafmonumenten ontbraken. Des Innocents fungeerde overdag als markt- en ontmoetingsplaats voor volwassenen en als speelplaats voor kinderen. 's Avonds en 's nachts was deze plek het domein van prostituees, gokkers en zwervers. De Brabantse anatoom Andreas Vesalius, die in Parijs geneeskunde studeerde, ging 's nachts naar het Cimetière des Innocents om menselijke beenderen te verzamelen.
Aan het einde van de 18e eeuw was Des Innocents een van de meest stinkende plaatsen van Parijs geworden. Het eens zo populaire kerkhof werd steeds meer gemeden. Er werden nog wel mensen begraven, maar omwonenden begonnen te klagen over overlast in de vorm van ratten en stank. Een enkeling viel flauw tijdens de mis in de nabijgelegen Église des Saints-Innocents.

## Ruiming

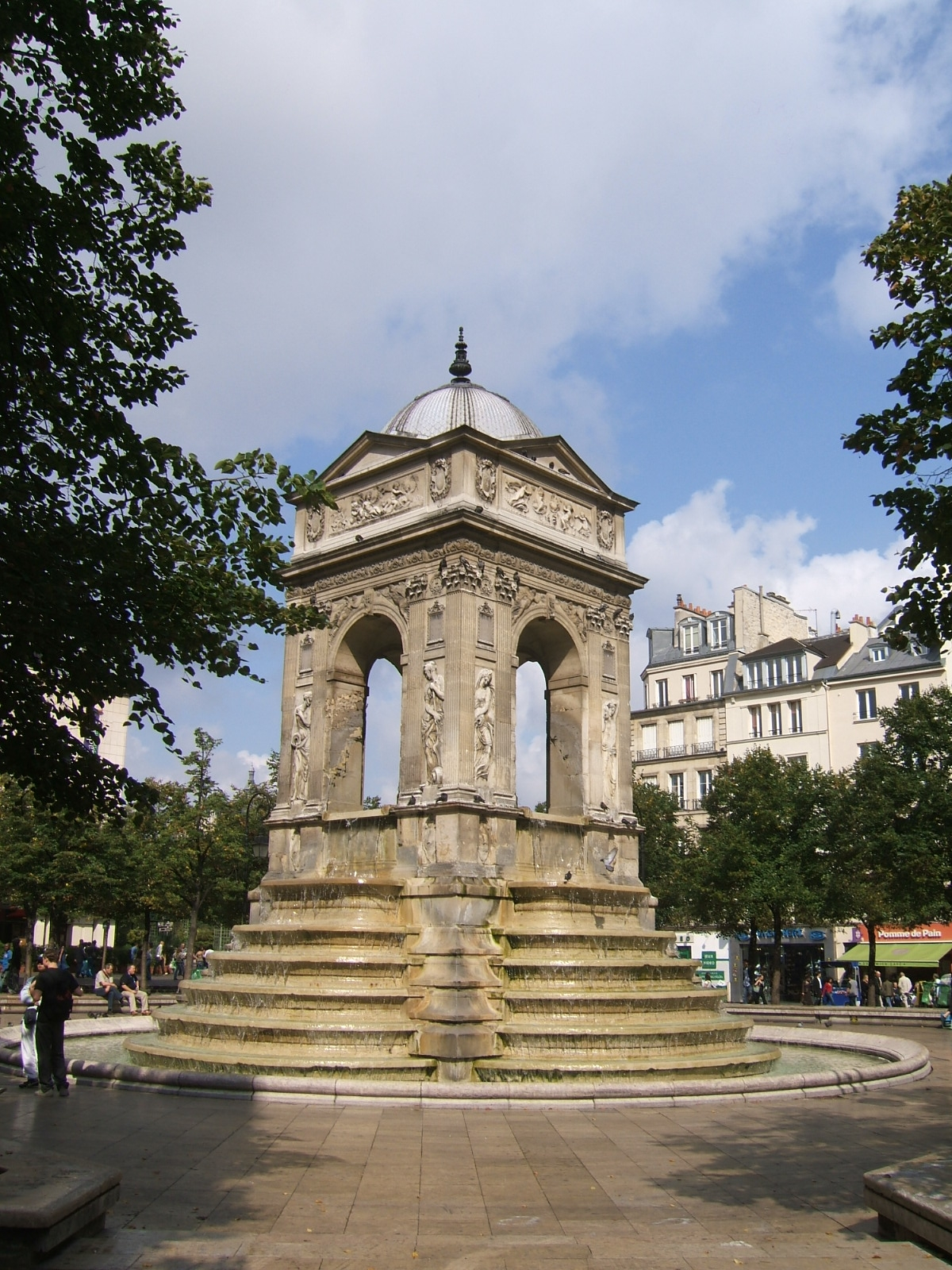
De Fontaine des Innocents staat tegenwoordig op de plaats van de begraafplaats

Des Innocents werd in 1786 (samen met vele andere oude Parijse kerkhoven) op last van het Parijse gemeentebestuur voorgoed gesloten. Er kwam ook een verbod om in kerken te begraven. Aan (toen nog) de rand van de stad verschenen grote nieuwe, landschappelijk aangelegde begraafplaatsen: Cimetière du Père-Lachaise ten oosten van Parijs, Cimetière du Montparnasse ten zuiden en Cimetière de Montmartre ten noorden van de stad.
De ruiming duurde ruim een jaar (1785–1787). Een enorme hoeveelheid stoffelijke overschotten, aarde en beenderen moest worden afgevoerd. 's Avonds en 's nachts werd deze lugubere vracht overgebracht naar oude steengroeven onder de grond van de stad, samen met de overblijfselen van vele andere kerkhoven. De botten en schedels werden naar begraafplaats gerangschikt en tot symmetrische muren opgebouwd. De oude steengroeven werden omgedoopt tot de Catacomben, vernoemd naar de oude christelijke begraafplaatsen in Rome.

## 20e eeuw
Van het kerkhof is vandaag de dag weinig terug te vinden; enkel een plein verwijst nog naar deze plek. Op de Square des Innocents staat de Fontaine des Innocents (1549), een zorgvuldig gerestaureerde renaissancefontein. De fontein is een populair ontmoetingspunt voor jongeren en is een van de symbolen van Les Halles.
In 2011 beschreef de Engelsman Andrew Miller in de roman Puur (Pure) het ruimen van Le Cimetière des Innocents, waarschijnlijk nadat hij over het ruimen van Les Innocents had gelezen in een beschrijving van Philippe Ariès. Miller won er dat jaar de Costa Book of the Year mee. Het boek beschrijft hoe een jonge Franse ingenieur (Jean-Baptiste Baratte) verschillende moeilijkheden ondervindt om in 1785 het kerkhof te laten leeghalen en de kerk te laten afbreken.

## Begraafplaats
Hoewel exacte gegevens moeilijk te vinden zijn, wordt vermoed dat er gedurende acht eeuwen ongeveer twee miljoen lichamen zijn begraven. Omdat er weinig gedenktekens waren en de restanten niet te identificeren waren toen deze naar knekelhuizen afgevoerd werden, is het slechts speculeren wie hier "begraven" zijn. Vermoedelijk:
- Jean de La Fontaine, hoewel er een formeel graf is in Père-Lachaise.[1]
- Louise Julie de Mailly-Nesle, een van de maîtresses van Lodewijk XV.[1]
- François Eudes de Mézeray, jurist en lid van de Académie Française.